# Курчицкая Гута
Ку́рчицкая Гу́та (укр. Курчицька Гута) — село на Украине, основано в 1650 году, находится в Новоград-Волынском районе Житомирской области.
Население по переписи 2001 года составляет 260 человек. Почтовый индекс — 11721. Телефонный код — 4141. Занимает площадь 0,989 км².

## Адрес местного совета
11720, Житомирская область, Новоград-Волынский р-н, с. Курчица